# Остен-Сакен, Александра Ильинична
Графиня Александра Ильинична Остен-Сакен (урождённая графиня Толстая, 30 ноября (11 декабря) 1795 — 30 августа (11 сентября) 1841) — жена графа К. И. Остен-Сакена, родная тётя и опекунша Льва Толстого.

## Биография
Старшая дочь графа Ильи Андреевича Толстого (1757—1820) от его брака с Пелагеей Николаевной Горчаковой (1762—1838). Получила хорошее домашнее воспитание, была музыкальна и великолепно играла на арфе. По словам современницы, графиня Алина, как звали её в семье, была «красивая, обходительная, нежная, разумная, добрая и богатая девица».
14 февраля 1813 года она вышла замуж за полковника артиллерии графа Карла Ивановича Остен-Сакена (1787—1855), сына саксонского посланника в Петербурге и единоутробного брата канцлера А. М. Горчакова. Для обоих это была блестящая партия.
Венчание было в Скорбященской церкви за Литейным двором, посаженным отцом у жениха был князь А. И. Горчаков, у невесты посаженной матерью — графиня А. И. Хвостова. Граф Шарль, по словам его матери, был очень счастлив и смог уладить свои дела, а жена его — «сама нежность и рассудительность, очень любила своего мужа». Скоро после свадьбы молодые уехали в свое большое остзейское имение, где выяснялось, что граф Шарль страдает сильным психическим расстройством. Болезнь его сначала выражалась в беспричинной ревности, но вскоре его состояние ухудшилось. Он говорил только об отравлениях, семейных интригах и его не покидали мысли, что его хотят убить.
Во время одного из припадков, летом 1813 года, он пытался застрелить свою беременную жену, а затем выбросил истекавшую кровью Александру Ильиничну из экипажа, где её подобрали проезжавшие крестьяне и отвезли в дом пастора. Рана была в правой стороне груди навылет и была не тяжелая. Во время выздоровления жены, граф Остен-Сакен под видом раскаяния явился в дом пастора и попытаться исполнить свое намерение, убить Александру Ильиничну. Произошла борьба и вбежавшие люди, остановили его. С тех пор супруги больше не виделись. Граф Остен-Сакен был заперт в собственном петербургском доме и как злоумышленник находился под полицейским надзором. В своих мыслях он представлял себя высокопоставленным лицом, то королем, то принцем Швеции. Лечил его Карл Триниус.
После случившегося Александра Ильинична жила у своих родителей, где родила уже мертвого ребёнка. Позднее она взяла к себе воспитанницу Пелагею Ивановну Настасьину (1817—1846), которая росла в её доме, как член семьи. Тяжело переживая потерю, графиня искала утешение в религии, усердно посещала церкви и монастыри. Была духовной дочерью старцев Леонида и Макария, состояла с ними в переписке. В 1837 году скоропостижно скончался её брат, граф Николай Толстой, а затем в 1838 году от чахотки мать. Александра Ильинична, как старшая в семье приняла опекунство над осиротевшими племянниками. «Тетушка была истинно религиозная женщина, — вспоминал Толстой, — любимые её занятия были чтения житие святых, беседы с странниками, юродивыми, монахами и монашенками, из которых некоторые жили всегда в нашем доме… Она не только была внешне религиозна, соблюдала посты, много молилась, но и жила истинно христианской жизнью, стараясь не только избегать всякой роскоши и услуги, но стараясь, сколько возможно, служить другим. Денег у неё никогда не было, потому что она раздавала просящим все, что у неё было. Она была всегда одинаково ласкова и добра со всеми».

Ежегодно Александра Ильинична ездила в Оптину пустынь. В один из своих приездов, в августе 1841 года, она умерла в гостинице пустыни и была похоронена за алтарем Введенского храма. На её надгробии была размещена стихотворная эпитафия, сочиненная тринадцатилетним Львом Толстым:
«Уснувшая для жизни земной

Ты путь перешла неизвестный,

В обители жизни небесной

Твой сладок, завиден покой.

В надежде сладкого свиданья

И с верою за гробом жить

Племянники сей знак воспоминанья -

Воздвигнули, чтоб прах усопшей чтить.»
В семье Толстого хранилась принадлежавшая матери писателя шкатулка, на крышке которой был среди других близких родственников и портрет Александры Ильиничны с сестрой. Известно, что Толстой также ознакомился с перепиской А. И. Остен-Сакен с Т. Ергольской. Как полагает литературовед Л. В. Калюжная, переписка нашла отражение в письмах княжны Марии Болконской и Жюли Карагиной в романе «Война и мир», в том числе «манера Остен-Сакен перескакивать с описания с по-настоящему трагичных вещей на какие-то банальности вроде варки варенья».